# Quitilipi
Quitilipi é uma cidade da Argentina, localizada na província de Chaco.